# Karl von Bila
Karl Alexander Ernst von Bila (* 10. Juli 1784 in Hainrode; † 30. Dezember 1846 ebenda) war ein preußischer Generalmajor sowie Gutsbesitzer in Hainrode.

## Leben

### Herkunft
Karl entstammte dem thüringischen Uradelsgeschlecht derer von Bila. Er war der Sohn des späteren preußischen Generalmajors Karl Anton von Bila (1741–1820) und dessen Ehefrau Wilhelmine Auguste, geborene von Bomsdorff, verwitwete von Buchholz.

### Militärkarriere
Karl wurde 1794 als Gefreiterkorporal im Füsilierbataillon Nr. 2 der Preußischen Armee angestellt, dessen Kommandeur sein Vater war. Seine weitere Laufbahn war eng mit der seines Vaters verknüpft. Bei ihm fungierte seit 17. Oktober 1805 als Sekondeleutnant und Generaladjutant. Im Feldzug 1806 beteiligte sich Bila an den Gefechten bei Spandau und Waren. Bei den Kämpfen bei Lübeck wurde er gefangen genommen. Nach der Niederlage Preußens und dem Frieden von Tilsit nahm er Ende des Jahres 1807 seinen Abschied und lebte die kommenden Jahre auf dem väterlichen Gut Hainrode.
Nach der Völkerschlacht bei Leipzig wurde Bila reaktiviert und ab Ende Dezember 1813 als Kapitän beim 3. Elb-Landwehr-Infanterieregiment angestellt. Er nahm mit seinem Regiment während des Feldzuges 1814/15 an der Belagerung von Longway sowie dem Gefecht bei Rodemacher teil. Am 2. Mai 1815 wurde er dann in das 4. Elb-Landwehr-Infanterieregiment versetzt und hier am 8. März 1816 zum Major befördert. Vom 5. April 1818 bis 25. Januar 1833 war Bila im 32. Infanterieregiment und kam anschließend als Bataillonskommandeur zum 28. Infanterie-Regiment. Als Oberstleutnant wurde Bila am 30. März 1833 mit der Führung des 39. Infanterie-Regiments beauftragt und schließlich mit der Beförderung zum Oberst ein Jahr später zum Kommandeur ernannt. Für seine langjährigen Verdienste erhielt Bila am 17. Oktober 1836 den Roten Adlerorden IV. Klasse. Am 18. März 1841 nahm Bila mit der gesetzlichen Pension unter Verleihung des Charakters als Generalmajor seinen Abschied.

### Familie
Bila war mehrfach verheiratet. 1808 ehelichte er Karoline Wilhelmine von Froreich (* 7. Juni 1789 in Gardelegen; † 17. Januar 1809 in Hainrode). Nach ihrem Tod heiratete Bila 1809 in Pöthen Henriette Karoline Ulrike von Griesheim (* 7. Mai 1791 in Leipzig; † 3. November 1817 in Wesnig). Die dritte Ehe ging er dann am 17. Mai 1819 in Erfurt mit Friederike Charlotte Ernestine von Kahlden (* 17. Mai 1800; † 30. März 1872 in Dresden) ein. Aus den drei Ehen gingen folgende Kinder hervor:
- Else Wilhelmine (* 26. Dezember 1808 in Hainrode; † 14. Mai 1885)
- Karl Johann Adolf Alexander Thilo (* 10. November 1810 in Hainrode; † 8. Oktober 1854 in Magdeburg)
- Thilo Alexander Karl (* 5. Oktober 1816 in Hainrode; † 11. Januar 1841 in Köln), preußischer Sekondeleutnant im 28. Infanterie-Regiment ⚭ Agathe von Knebel-Döneritz (* 28. Mai 1825 in Friedrichsdorf bei Woldenberg; † 9. Mai 1880 in Neumarkt Schlesien)
- Konstantia Sophie Wilhelmine Helene (* 1. Juni 1820 in Erfurt; † 15. Juni ebenda)
- Blanka Sophie Helene (* 25. November 1824 in Köln; 28. November 1885 in Dresden)
- Alexander Ernst Hardegen (* 18. Juni 1828 in Köln; † 6. April 1902 in Stiege), Landwirt ⚭ 1862 Melanie Robert (* 10. Juni 1844 in Ermsleben; † 18. März 1908 in Stiege)
- Hugo Alexander Thilo (* 29. November 1830 in Köln)
- Johanna Karoline Sophie Auguste (* 1. September 1832 in Köln) ⚭  Brehme, Carl Edmund Arthur (* 10. Februar 1837; † 20. August 1905 Sankt Petersburg, Russland)
- Friederike Dorothea Sophie Wilhelmine (* 21. November 1834 in Luxemburg; † 12. Oktober 1911 in Cammin)